# Veronika Vítková
Veronika Vitková, née le 9 décembre 1988 à Vrchlabi, est une biathlète tchèque, médaillée olympique en individuel et en relais.

## Biographie
Elle commence la pratique sportive avec le ski de fond avant d'opter pour le biathlon à l'âge de dix ans. Ses débuts internationaux ont lieu en 2005 aux Championnats du monde jeunesse, remportant en 2006, le titre sur l'individuel. Elle figure dans l'équipe nationale sénior à partir de la saison 2007-2008, participant à ses premiers championnats du monde, où elle est 14e de l'individuel notamment. Elle est aussi vice-championne du monde junior de la poursuite en 2008 et 2009.
Aux Jeux olympiques d'hiver de 2010, elle est 24e du sprint, 37e de la poursuite, 68e de l'individuel et 16e du relais.
Elle monte sur son premier podium individuel de Coupe du monde en janvier 2013, finissant 2e de la poursuite d'Oberhof. Elle gagne la médaille de bronze aux Mondiaux de Nove Mesto sur le relais mixte, sa première en grand championnat.
En février 2014, elle a obtenu la médaille d'argent en relais mixte aux Jeux olympiques de Sotchi en compagnie d'Ondřej Moravec, Jaroslav Soukup et Gabriela Soukalová tandis qu'au niveau individuel, elle se classait au mieux sixième à l'individuel. Initialement quatrième du relais, elle et ses coéquipières tchèques récupèrent la troisième place du fait de la disqualification ultérieure des Russes. Cette médaille de bronze est attribuée lors d'une cérémonie officielle organisée dans le cadre de la Coupe du monde à Nové Město na Moravě en mars 2023, devant leur public.
La saison 2014-2015, qu'elle termine à la quatrième place du classement général de la Coupe du monde est la meilleure de sa carrière. Elle commence ainsi la saison par une deuxième place sur le sprint d'Östersund, puis au mois de janvier 2015, elle gagne le sprint d'Oberhof, malgré deux fautes au tir, signant son premier et unique succès individuel en Coupe du monde. Elle enchaine avec une deuxième place sur la mass start, et complète sa moisson de podiums individuels à Ruhpolding, Nove Mesto et Oslo, portant le total à six sur l'ensemble de la saison. Au sein de l'équipe tchèque elle obtient également plusieurs podiums en relais, dont le titre mondial du relais mixte à Kontiolahti. Son meilleur résultat individuel aux mondiaux 2015 est toutefois seulement une huitième place.
Lors de la saison 2015-2016, elle n'a pas la même réussite individuelle, son meilleur résultat étant une quatrième place sur l'individuel des Championnats du monde à Oslo, mais elle obtient trois podiums en relais, dont une victoire à Presque Isle avec l'équipe féminine.
Après trois troisièmes places en Coupe du monde à Oberhof, Ruhpolding et Antholz en janvier 2018, elle remporte le mois suivant la médaille de bronze du sprint, derrière Laura Dahlmeier et Marte Olsbu, aux Jeux olympiques d'hiver de 2018, le treizième et dernier podium individuel de sa carrière.
Après une saison 2018-2019 difficile où elle ne réalise qu'un seul top 10 individuel et un podium en relais, elle effectue sa dernière apparition sur le circuit en décembre 2019 lors de la première étape de Coupe du monde 2019-2020 et confirme officiellement sa retraite au printemps 2020.

## Palmarès

### Jeux olympiques d'hiver
| Épreuve / Édition                | Individuel | Sprint                              | Poursuite | Départ en masse | Relais                              | Relais mixte                       |
| Jeux olympiques 2010 Vancouver   | 67e        | 23e                                 | 36e       | —               | 15e                                 | Épreuve inexistante à cette date   |
| Jeux olympiques 2014 Sotchi      | 6e         | 16e                                 | 20e       | 8e              | Médaille de bronze, Jeux olympiques | Médaille d'argent, Jeux olympiques |
| Jeux olympiques 2018 Pyeongchang | 18e        | Médaille de bronze, Jeux olympiques | 7e        | 14e             | 12e                                 | 8e                                 |

Légende :
- : première place, médaille d'or
- : deuxième place, médaille d'argent
- : troisième place, médaille de bronze
- : pas d'épreuve
- — : Non disputée par Vitková

### Championnats du monde
| Mondiaux \ Épreuve   | Individuel | Sprint | Poursuite   | Mass start | Relais | Relais mixte              |
| 2008 Östersund       | 14e        | 57e    | Non partant | —          | 16e    | 12e                       |
| 2009 Pyeongchang     | 5e         | 18e    | 10e         | 10e        | 12e    | —                         |
| 2011 Khanty-Mansiïsk | 8e         | 54e    | 33e         | 29e        | 11e    | 11e                       |
| 2012 Ruhpolding      | 15e        | 25e    | 18e         | 14e        | 10e    | 8e                        |
| 2013 Nové Město      | 14e        | 10e    | 8e          | 19e        | 10e    | Médaille de bronze, monde |
| 2015 Kontiolahti     | 8e         | 15e    | 11e         | 28e        | 7e     | Médaille d'or, monde      |
| 2016 Holmenkollen    | 4e         | 7e     | 8e          | 6e         | 6e     | 6e                        |
| 2017 Hochfilzen      | 50e        | 68e    | —           | —          | 4e     | —                         |
| 2019 Östersund       | 13e        | 38e    | 16e         | 17e        | 15e    | 6e                        |

Légende :
- : première place, médaille d'or
- : deuxième place, médaille d'argent
- : troisième place, médaille de bronze
- — : non disputée par Vitková

### Coupe du monde
- Meilleur classement général : 4e en 2015.
- 31 podiums[4] : 
  - 13 podiums individuels : 1 victoire, 4 deuxièmes places et 8 troisièmes places ;
  - 10 podiums en relais féminin : 4 victoires, 2 deuxièmes places et 4 troisièmes places ;
  - 8 podiums en relais mixte : 2 victoires, 3 deuxièmes places et 3 troisièmes places.

#### Classements en Coupe du monde
| Saison    | Individuel | Sprint | Poursuite | Départ en masse | Général |
| --------- | ---------- | ------ | --------- | --------------- | ------- |
| 2006–2007 |            | nc     |           |                 | nc      |
| 2007–2008 | 31e        | nc     | -         |                 | 59e     |
| 2008–2009 | 33e        | 44e    | 37e       | 34e             | 36e     |
| 2009–2010 | 62e        | 56e    | 71e       |                 | 63e     |
| 2010–2011 | 55e        | 46e    | 45e       | 50e             | 43e     |
| 2011–2012 | 36e        | 24e    | 24e       | 21e             | 25e     |
| 2012–2013 | 27e        | 23e    | 15e       | 17e             | 16e     |
| 2013–2014 | 13e        | 7e     | 7e        | 12e             | 9e      |
| 2014–2015 | 3e         | 3e     | 9e        | 10e             | 4e      |
| 2015–2016 | 6e         | 7e     | 8e        | 9e              | 8e      |
| 2016-2017 | 34e        | 28e    | 22e       | 20e             | 25e     |
| 2017-2018 | 7e         | 5e     | 12e       | 18e             | 8e      |
| 2018-2019 | 34e        | 34e    | 27e       | 34e             | 30e     |
| 2019–2020 | nc         | nc     |           |                 | nc      |

### Championnats du monde de biathlon d'été
- Médaille d'or du relais mixte en 2014.
- Médaille d'or de la poursuite en 2018.
- Médaille d'argent du relais mixte en 2018.

### Championnats du monde junior
- Médaille d'argent de la poursuite en 2008 et 2009.
- Médaille d'or du relais en 2009.

### Championnats du monde jeunesse
- Médaille d'or de l'individuel en 2006.